# Johann Georg Anderegg
Johann Georg Anderegg (* 8. Juli 1792 in Winterthur; † 21. Mai 1856 in Wattwil) war ein Schweizer Politiker und Industrieller. Von 1848 bis zu seinem Tod gehörte er dem Nationalrat an.

## Leben
Der Sohn des Toggenburger Kaufmanns und Baumwollverlegers Tobias Anderegg erhielt seine Bildung an Privatinstituten in Zürich und Neuchâtel. Anschliessend absolvierte er in Wattwil eine kaufmännische Lehre in der Baumwollfabrik seines Vaters. Er liess sich in St. Gallen nieder, um dort mit den familieneigenen Produkten zu handeln. Als der Vater 1820 erblindete, führten Johann Georg Anderegg und sein fünf Jahre jüngerer Bruder Friedrich die Firma selbständig. In den 1830er Jahren begannen sie nach Nordamerika und Brasilien zu exportieren. In seinen letzten Lebensjahren ging Anderegg von der reinen Tuchproduktion zur Endfabrikation von Kleidungsstücken über. Zu ihrer Blütezeit beschäftigte die Firma Anderegg, die zu den führenden im Toggenburg gehörte, etwa 1000 Arbeiter.
Andereggs politische Karriere begann 1830 mit der Wahl in den Verfassungsrat. Von 1831 bis 1833 sowie von 1835 bis 1847 gehörte er dem Grossen Rat des Kantons St. Gallen an. Dabei vertrat er altliberale Ansichten. Im Militär hatte er zuletzt den Rang eines Oberstleutnants der Kavallerie inne. Anderegg kandidierte im Oktober 1848 bei den ersten Nationalratswahlen und wurde im Wahlkreis St. Gallen-Nordwest gewählt. Eines seiner Hauptanliegen war eine möglichst freie Gestaltung der Zollgesetzgebung. Ausserdem wurde er häufig als Experte in Handels- und Militärfragen beigezogen.
Sein Neffe Georg Friedrich Anderegg war später ebenfalls im Nationalrat vertreten.